# Otomantis
Genre
Otomantis est un genre d'insectes de la famille des Hymenopodidae (ordre des Mantodea). 

## Répartition
Les espèces de ce genre se rencontrent en zone afrotropicale,,.

## Description
La tête est très transversale, postérieurement inclinée, obtuse et transformée en une petite dent, avec la partie frontale a minima trois fois moins haute que large. Les yeux sont alignés transversalement sous l'arcade qui est bordée d'un tubercule antérieur aplati. Le sommet de la tête est large, comprimé transversalement et faisant saillie rectangulairement vers les yeux. Les yeux, coniques, sont produits vers l'extérieur et tuberculés à l'extrémité. Les antennes sont linéaires et espacées. 
Le pronotum est à peine ou pas beaucoup plus long que la largeur de la tête et légèrement élargi aux épaules avec un sillon transversal situé à peine avant le milieu. 
Les élytres sont parfaitement développés et densément réticulées chez la femelle. Les veines ulnaires sont ramifiées. Les ailes sont hyalines chez les deux sexes. La zone radiale chez la femelle est finement réticulée, arrondie, tronquée à l'apex et non divisée par les nervures radiales. La veine ulnaire antérieure est ramifiée. 
Les pattes antérieures sont fortes avec le bord arrière de la hanche en pronation. Les fémurs sont élargis en haut et rétrécis vers le sommet. Ils sont armés en bas de quatre épines discoïdales. Les pattes postérieures sont fines. Le haut des fémurs est lobé et ils sont carénés en dessous. Les tibias sont rétrécis en arrière avant l'apex. La première articulation des tarses postérieurs n'est pas beaucoup plus longue que les trois articulations suivantes.

## Systématique
Le genre Otomantis a été nommé et décrit par l'entomologiste espagnol Ignacio Bolívar y Urrutia en 1890 avec pour espèce type Otomantis scutigera par désignation subséquente.

### Liste des espèces
Selon Patel, Singh et Singh en 2016 :
- Otomantis aurita (Saussure & Zehntner, 1895)  - Madagascar, Tanzanie
- Otomantis bolivari Stiewe & Lombardo, 2014[2] - Kenya, Tanzanie
- Otomantis capirica Giglio-Tos, 1915  - Angola, Cameroun, République démocratique du Congo, Tanzanie
- Otomantis casaica Beier, 1934 - République démocratique du Congo
- Otomantis centralis Lombardo & Stiewe, 2014[2] - Angola, République démocratique du Congo, Tanzanie
- Otomantis gracilis Lombardo & Stiewe, 2014[2] République du Congo
- Otomantis minima Stiewe, 2014[2] - Afrique du Sud
- Otomantis rendalli (Kirby, 1899) - Malawi, Tanzanie, Zambie
- Otomantis scutigera Bolivar, 1890[4] - Afrique de l'Est, Afrique du Sud, Malawi, Mozambique, Tanzanie
- Otomantis trimacula Lombardo & Stiewe, 2014[2] - Malawi, Zambie

### Synonymie
Otomantis a pour synonyme :
- Acanthomantis Saussure & Zehntner, 1895

### Publication originale
- (la + es) I. Bolivar, « Diagnosis de ortopteros nuevos (lamina I) », Anales de la Sociedad Española de Historia Natural, Espagne, vol. 19,‎ 1890, p. 299-334 (ISSN 0210-5160, lire en ligne, consulté le 20 novembre 2024).

### Genres similaires
Le genre Otomantis est assez similaire aux genres Acromantis Saussure, 1870 et Ambivia Stål, 1877.